# Jökelrostmossa
Jökelrostmossa (Marsupella brevissima) är en levermossart som först beskrevs av Barthélemy Charles Joseph Dumortier, och fick sitt nu gällande namn av Riclef Grolle. Jökelrostmossa ingår i släktet rostmossor, och familjen Gymnomitriaceae. Arten är reproducerande i Sverige.